# Hinojosa de Duero
Hinojosa de Duero là một đô thị ở tỉnh Salamanca, phía tây Tây Ban Nha, cộng đồng tự trị Castile-Leon. Đô thị này có cự ly 105 kilômét so với thành phố tỉnh lỵ Salamanca và có dân số 796 người. 

## Địa lý
Đô thị này có diện tích 92,98 km².
Đô thị này nằm ở khu vực có độ cao 601 mét trên mực nước biển. Kinh tế chủ yếu là nông nghiệp.